# Esquelmes
Esquelmes est un village au bord de l'Escaut, situé en Wallonie picarde (Flandre romane) dans la province de Hainaut. Il fait administrativement partie de la commune de Pecq, en Région wallonne de Belgique. C'était une commune à part entière avant la fusion des communes de 1977.

## Géographie
Situé à sept kilomètres au nord-ouest de Tournai le petit village très rural d'Esquelmes s'étend le long d'une rue unique (la 'rue du village'…) de manière quasi parallèle à l'Escaut. Avant la réorganisation administrative des communes (1977) c'était une des plus petites communes de Belgique: il avait moins de 100 habitants.

### Localités limitrophes
| Pecq (village)            |                          | Hérinnes |
| Bailleul (Estaimpuis)     | Esquelmes                |          |
| Ramegnies- Chin (Tournai) | Ramegnies-chin (Tournai) | Obigies  |

## Évolution démographique
- Sources : INS, Rem. : 1831 jusqu'en 1970 = recensements, 1976 = nombre d'habitants au 31 décembre.

## Histoire

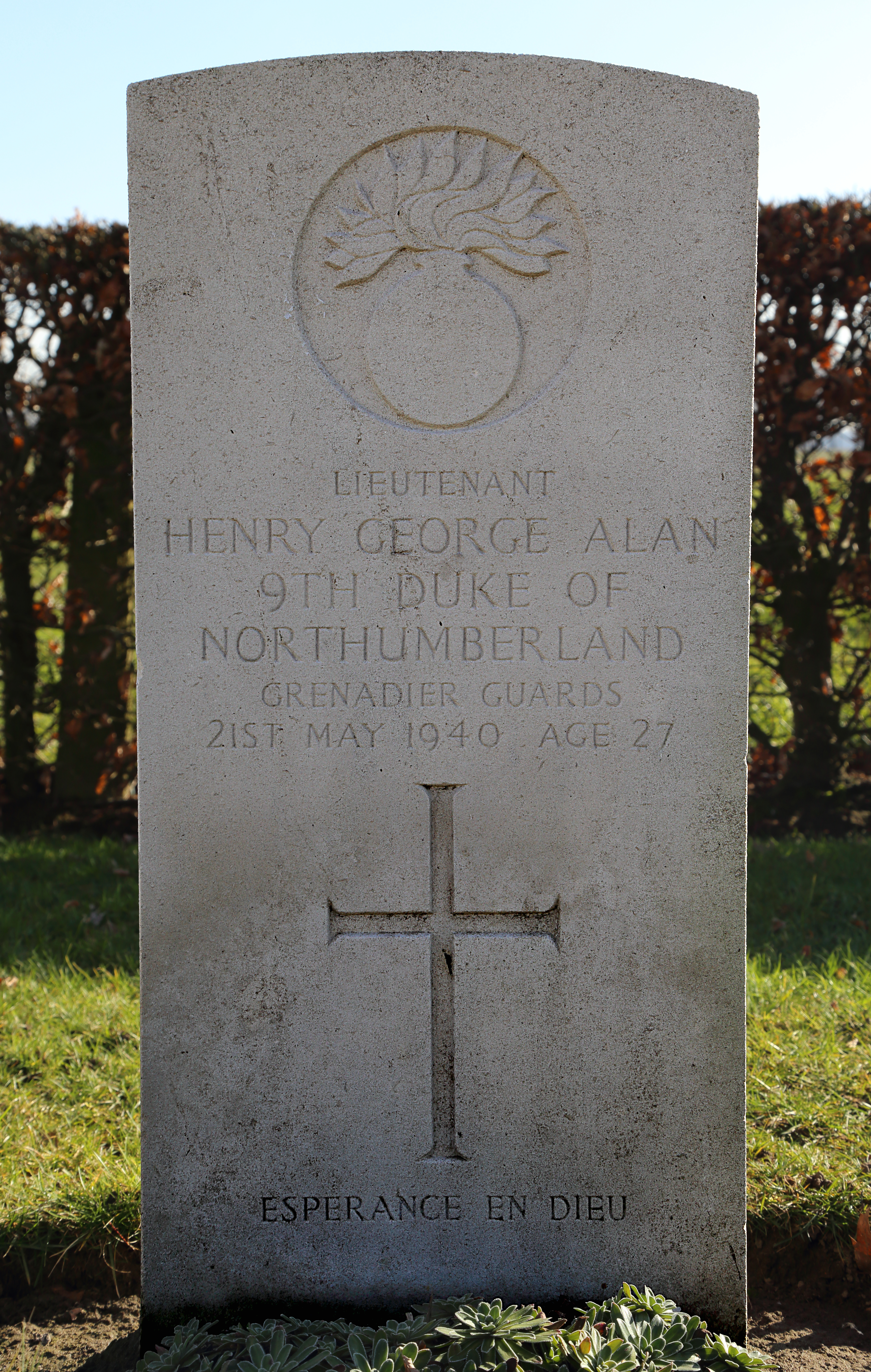
Tombe du 9e Duc de Northumberland.

Durant la Seconde Guerre mondiale, Henry Percy, 9e Duc de Northumberland, alors âgé de 27 ans, apparenté à la famille royale britannique, trouve la mort à Pecq. Il est enterré au cimetière militaire d’Esquelmes.

## Patrimoine et culture

### Patrimoine architectural
- L'église Saint-Eleuthère, de style roman, date du XIe siècle dans ses parties plus anciennes, et est classée au patrimoine de Wallonie depuis 1934. Construite en petits moellons de calcaire de Tournai[5],[6].
- Le château d'Esquelmes remonte probablement au XVIIe siècle, mais fut presque entièrement refait vers 1950, dans le style d'origine[7].
- La promenade au bord de l'Escaut.
- Un cimetière militaire britannique (de la Seconde Guerre mondiale) se trouve au nord d'Esquelmes (vers Pecq). Une dizaine de tombes, également britanniques, datant de la Première Guerre mondiale se trouvent dans le cimetière entourant l'église Saint-Eleuthère.

## Galerie

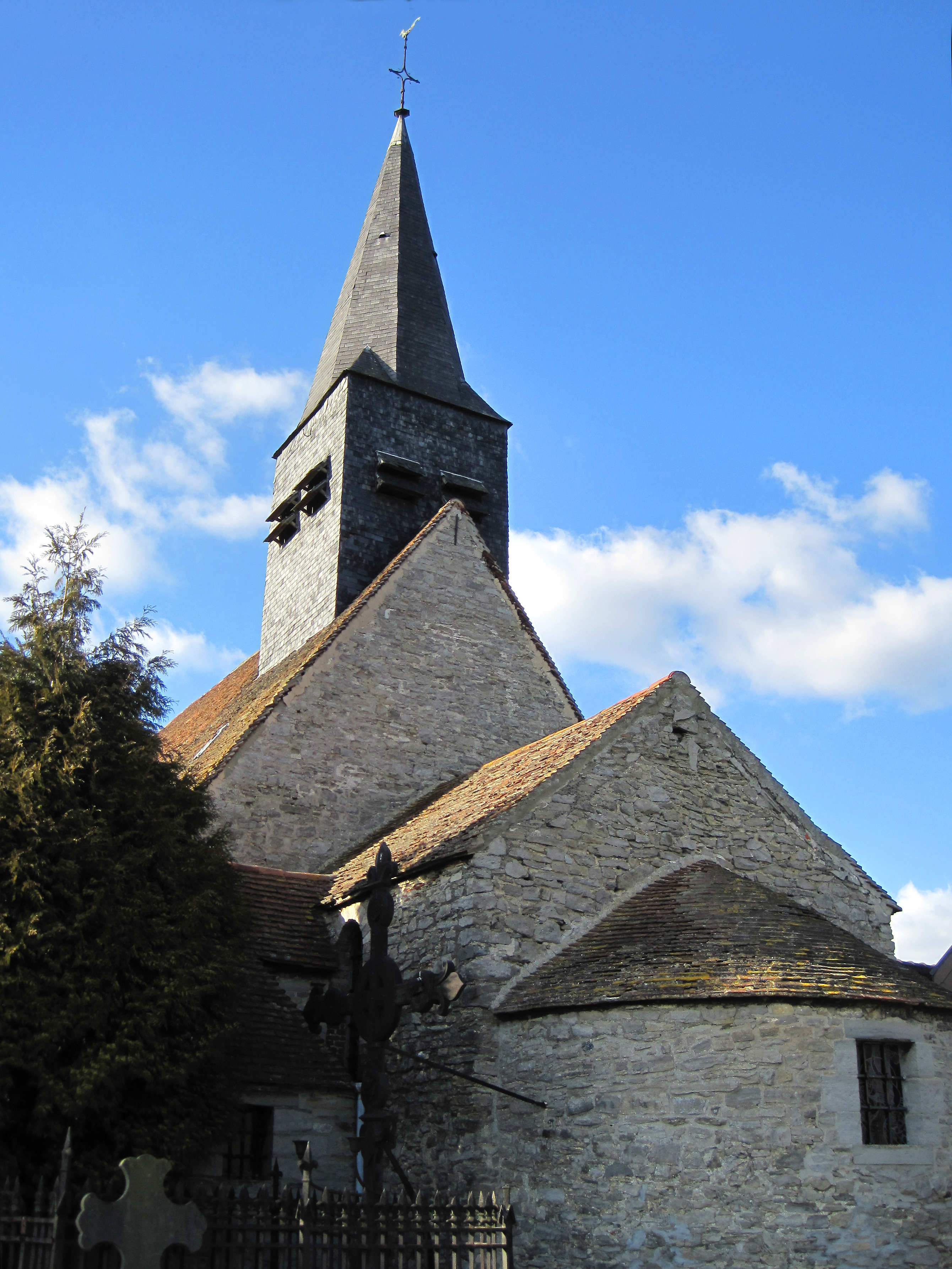
Chevet de l'église Saint Éleuthère (XIe siècle).
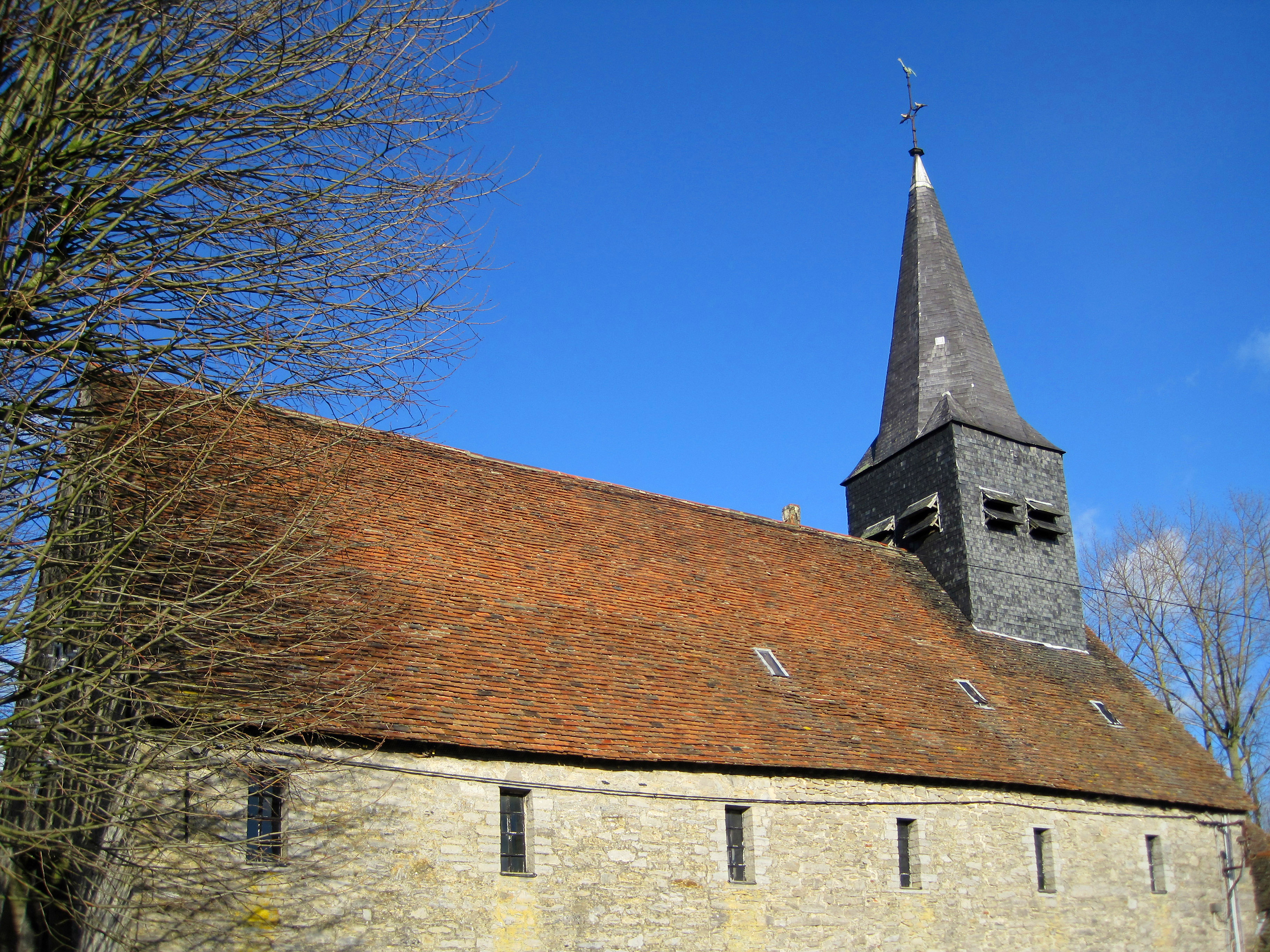
Façade méridionale de l'église Saint-Éleuthère.
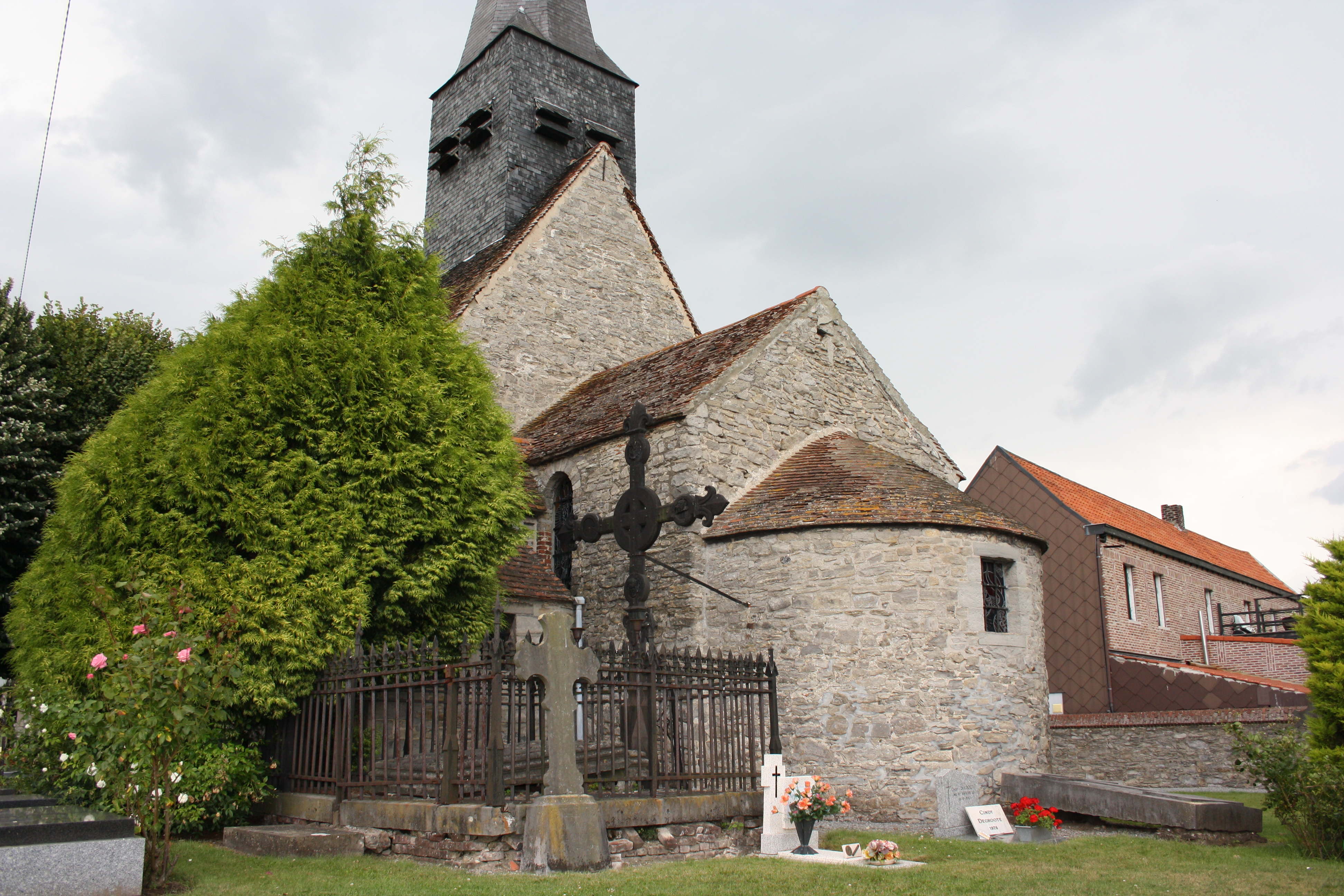
Église d'Esquelmes.
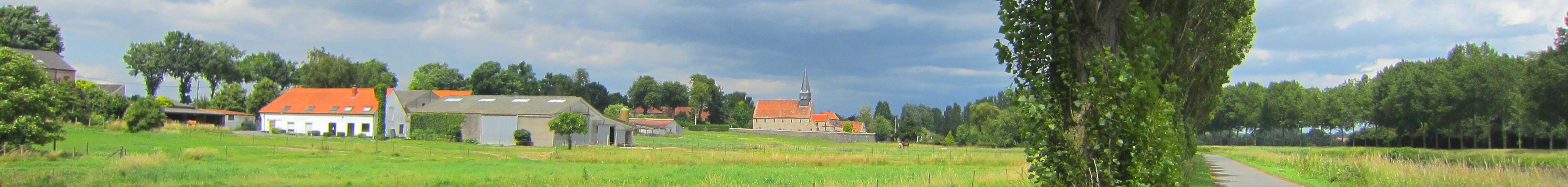
Vue panoramique de l'ancien village.
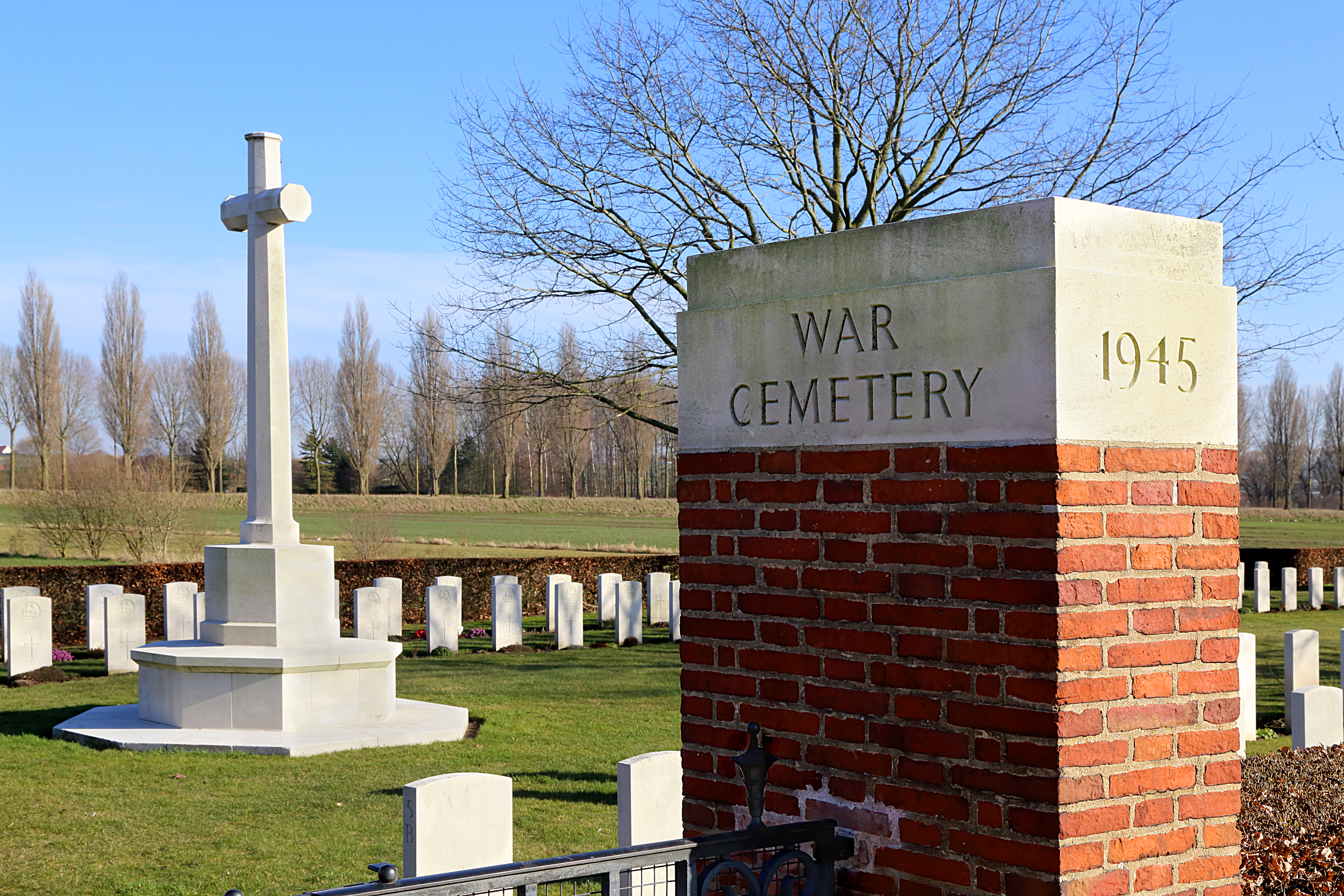
Le cimetière militaire.
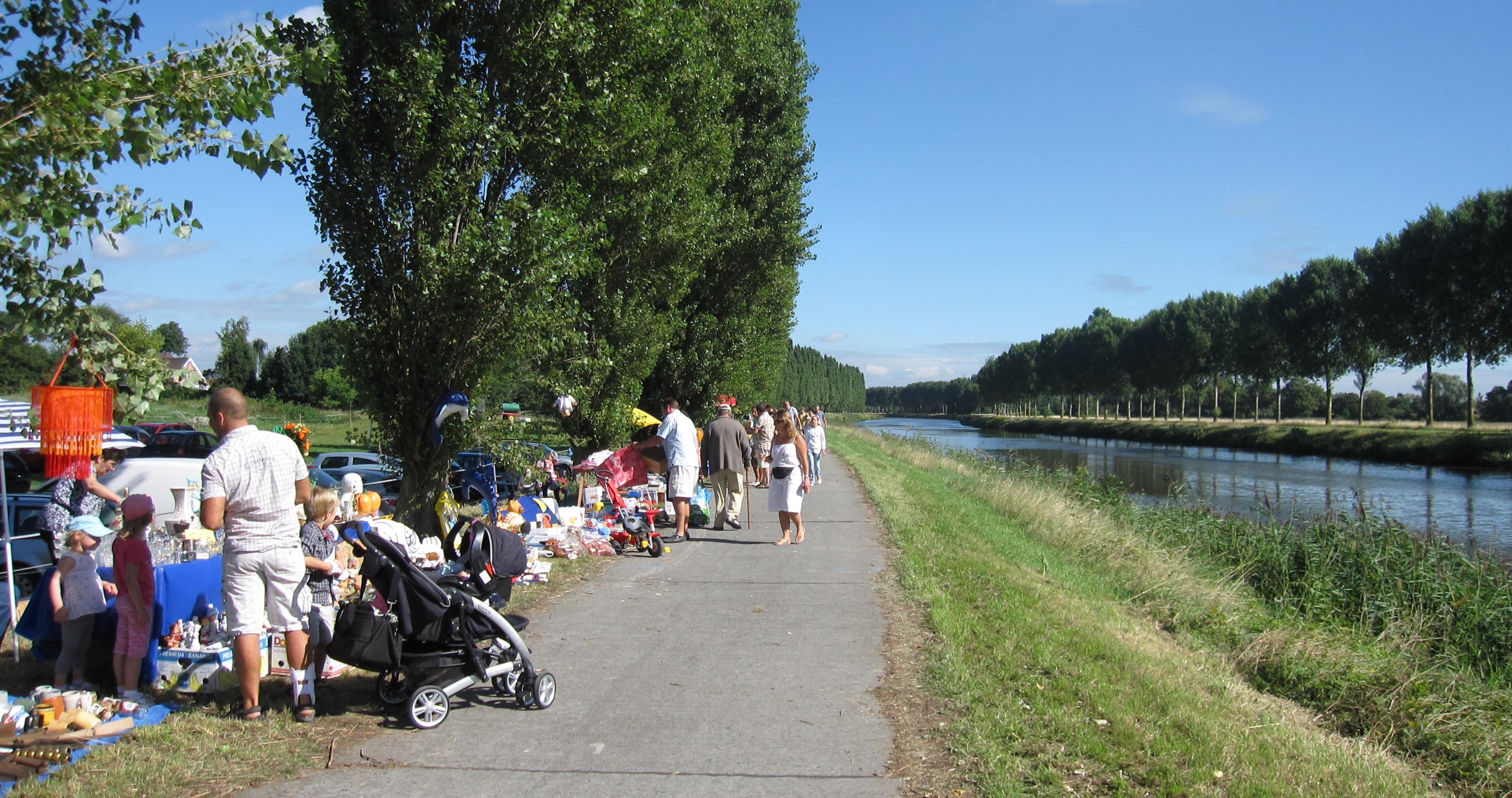
L'Escaut.